# 千夜一夜物語 (ワルツ)
『千夜一夜物語』（せんやいちやものがたり、ドイツ語: Tausend und eine Nacht）作品346は、ヨハン・シュトラウス2世が作曲したウィンナ・ワルツ。『千一夜物語』、『千夜一夜』などとも。

## 楽曲解説
1871年2月10日に初演されたオペレッタ『インディゴと40人の盗賊』（今日では『千夜一夜物語』というタイトルで知られる）に登場するメロディーを編曲して作ったオリエント風のワルツ。ワルツとして披露されたのは、同年3月12日の「日曜のシュトラウス音楽会」でのことであり、指揮者は弟であるエドゥアルト・シュトラウス1世が務めた。
シュトラウス2世の「十大ワルツ」のひとつに数えられる。

序奏